# Eva Åkesson
Eva Åkesson (nombre completo:Eva Barbro Helen Åkesson) (nacida el 30 de diciembre de 1961 en Ängelholm ) es profesora sueca de física química y, desde 2012, rectora de la Universidad de Uppsala. Anteriormente ocupó este mismo cargo en la Universidad de Lund.

## Carrera
Después de tomar el programa de ciencias sociales en la Escuela Secundaria Superior de Ängelholm, Åkesson estudió química en la Universidad de Umeå, donde realizó un doctorado en química física en 1989. Posteriormente se unió a la facultad de la Universidad de Lund como investigadora y profesora, y más tarde como directora de estudios en química. En 2003, el rector Göran Bexell la nombró para uno de los dos puestos recientemente establecidos como vicerrectora en la Universidad de Lund, con especial responsabilidad en los estudios de pregrado.
En 2008 fue invitada a solicitar el puesto de rector, para suceder a Bexell. Aunque Per Eriksson fue nombrada rectora, la junta de la universidad dejó en claro desde un principio que deseaba ver a Åkesson como rectora de la universidad, y fue nombrada formalmente para este cargo el 15 de diciembre de 2008. Fue pro rectora, entre 2009-2011, este último año se convirtió en profesora de física química en la Universidad de Lund.
El 11 de octubre de 2011, la Junta Universitaria de la Universidad de Uppsala propuso a Eva Åkesson como la nueva rectora —conocida formalmente como Rectrix Magnifica—. El 24 de noviembre de 2011, el gobierno decidió nombrar a su rector a partir del 1 de enero de 2012, sucediendo a Anders Hallberg. La inauguración se llevó a cabo el 16 de diciembre de 2011. Fue la primera mujer que se convirtió en rectora de la Universidad de Uppsala.

En febrero de 2014, ocho decanos —jefes de facultad— y tres vicerrectores —que dirigían los Dominios Disciplinarios de la universidad— en la universidad de Uppsala exigieron que Åkesson dejara su puesto, con alegatos de un estilo de liderazgo deficiente de su parte. El consejo universitario o consistorio, le dio a Åkesson su voto de confianza y ella se quedó, mientras que los tres vicerrectores dejaron sus cargos. Un año más tarde, Åkesson comentó sobre la crisis de liderazgo, diciendo que ella podía haberse preparado mejor para su posición como rector.

## Honores
- Miembro de la Real Sociedad de las Artes y las Ciencias de Uppsala , 2011.
- Miembro honorario de la nación de las Tierras Altas, 2012
- Miembro honorario de Rotary Östra Uppsala, 2014
- Miembro honorario de la Unión de Estudiantes de Ciencias de Lund, 2014
- Curador honorario, naciones estudiantiles de Lund, 2014
- Doctorado Honorario, Universidad de Edimburgo, junio 2015